# Kozielnia
Kozielnia – przepływowe jezioro rynnowe w mezoregionie Bory Tucholskie, w kompleksie leśnym Borów Tucholskich, w gminie Stara Kiszewa, powiat kościerski, województwo pomorskie ("Obszar Chroniony Krajobrazu Doliny Wierzycy").
Akwen znajduje się na wysokości 126,5 m n.p.m. Jest połączony wąskimi strugami z systemem wodnym dorzecza Wierzycy i z jeziorem Krąg. Charakteryzuje się wysokimi i zalesionymi brzegami.
Powierzchnia całkowita: 22,25 ha, maksymalna głębokość: 19,8 m.